# Hoyt S. Vandenberg
Pour les articles homonymes, voir Vandenberg.
Le général Hoyt Sanford Vandenberg (né le 24 janvier 1899 à Milwaukee et mort le 2 avril 1954 à Washington (district de Columbia)) est un général américain de l'United States Air Force, son second chef d'état-major et le second directeur de la CIA.
Au cours de la Seconde Guerre mondiale, Vandenberg était le général commandant de la 9th USAAF, une force aérienne tactique en Angleterre et en France, en soutenant l'armée, d'août 1944 jusqu'à la fin de la guerre. En 1946, il fut brièvement le chef du renseignement militaire des États-Unis.
Il est également le neveu d'Arthur H. Vandenberg, un ancien sénateur américain du Michigan.

## Jeunes années
Vandenberg est né à Milwaukee dans le Wisconsin, mais il a grandi à Lowell dans le Massachusetts. Il est diplômé de l'Académie militaire de West Point le 12 juin 1923, et fut nommé lieutenant en second dans l'United States Army Air Service.
Il est ensuite diplômé à l'Air Service Flying School à Brooks Field (Texas) en février 1924, et à l'Air Service Advanced Flying School à Kelly Field (Texas) en septembre 1924.
Sa première affectation fut au 90e Attack Squadron, faisant partie du 3d Operations Group, à Kelly Field. Vandenberg fut nommé commandant du 90e Attack Squadron le 1er janvier 1926. En 1927, il devint instructeur à l'Air Corps Primary Flying School à Mars Field (Californie). En mai 1929, il partit à Wheeler Field (Hawaï), pour assumer le commandement de la 6th Pursuit Squadron jusqu'en novembre.
En septembre 1931, il fut nommé instructeur de vol à Randolph Field (Texas), et en mars 1933, il devint commandant d'escadrille et commandant adjoint de la base. Il entra dans l'Air Corps Tactical School à Maxwell Field (Alabama), en août 1934, et en sortit diplômé en juin 1935. Deux mois plus tard, il s'inscrivit au Command and General Staff College à Fort Leavenworth (Kansas), et en ressortit en juin 1936. Il devint ensuite instructeur dans la Section Poursuite de la Air Corps Tactical School, où il enseigna jusqu'en septembre 1936, puis il entra dans l'Army War College, où il se spécialisa dans la planification de la défense aérienne des Philippines.
Après avoir été diplômé de l'Army War College en juin 1939, Vandenberg fut affecté à la Division Projets au bureau du chef de l'Air Corps, sélectionnés personnellement par Carl A. Spaatz, qu'il avait rencontré au Command and General Staff College. En septembre 1939 et à l'automne 1940, Vandenberg élabora deux plans pour l'aviation pour le Philippine Department (en). Le second projet reposait sur les opérations d'interceptions de la Royal Air Force lors de la Bataille d'Angleterre, mais aucun ne fut adopté par le département de la Guerre, tandis que l'administration Roosevelt réaffirmait son opposition de longue date aux projets amenant à un important renforcement des moyens de défense des Philippines.
Quelques mois avant l'entrée en guerre des États-Unis, il devint officier à l'état-major des opérations et de la formation de l'United States Army Air Service. Pour ses services dans ces deux postes, il reçut la Distinguished Service Medal.

## Seconde Guerre mondiale
En juin 1942, Vandenberg est affecté au Royaume-Uni et aida à l'organisation de l'Air Force en Afrique du Nord. Alors qu'il se trouve en Grande-Bretagne, il est nommé chef d'état-major de la 12th USAAF, afin de l'organiser. Le 18 février 1943, Vandenberg devint le chef d'état-major de la Northwest African Strategic Air Force (Nasaf) qui était sous le commandement du major général James Doolittle. La Nasaf était le bras stratégique de la nouvelle Northwest African Air Forces (FNRA) du lieutenant-général Carl Spaatz. Avec la Nasaf, Vandenberg a volé sur de nombreuses missions au-dessus de la Tunisie, de Pantelleria, de la Sardaigne, de la Sicile et de l'Italie.
Il lui a été décerné à la fois la Silver Star et la Distinguished Flying Cross pour ses services lors de cette période. Pour sa capacité d'organisation avec la 12th USAAF et son travail en tant que chef d'état-major de la Nasaf, il a reçu la Legion of Merit.
En août 1943, Vandenberg est affecté au Quartier général de l'Air Force en tant que chef adjoint d'état-major. En septembre 1943, il devient chef d'une mission aérienne en URSS, sous l'ambassadeur Harriman, et retourna aux États-Unis en janvier 1944. En mars 1944, il est transféré sur le théâtre européen, et en avril 1944, est désigné commandant en chef adjoint des forces aériennes au sein des Forces expéditionnaires alliées et commandant de la composante américaine des forces aériennes.
En août 1944, Vandenberg assuma le commandement de la 9th USAAF. Le 28 novembre 1944, il reçut les feuilles de chêne à sa Distinguished Service Medal pour son rôle dans la planification de l'invasion de la Normandie. Il est promu au grade de lieutenant général en mars 1945.

## Guerre froide
Il fut nommé assistant du chef d'état-major de l'United States Army Air Forces en juillet 1945. En janvier 1946, il devint directeur du renseignement à l'état-major général du département de la Guerre. Puis il fut nommé, en juin 1946, au poste de directeur de la CIA, poste qu'il occupa jusqu'en mai 1947.
Le général Vandenberg reprit ses fonctions au sein de l'Air Force en avril 1947. Le 15 juin 1947, il en devint le commandant en chef adjoint. Après l'adoption du National Security Act, le département de la Guerre fut divisé en département de l'Armée et département de l'Air Force. Le lieutenant-général Vandenberg fut désigné vice-chef d'état-major de l'Armée de l'Air le 1er octobre 1947 et promu au grade de général.
Le 30 avril 1948, le général Vandenberg devint chef d'état-major de l'Air Force, succédant au général Carl Spaatz. Il fut de nouveau choisi par le président Harry S. Truman pour un second mandat en tant que chef d'état-major de l'Air Force le 6 mars 1952. La nomination fut confirmée le 28 avril 1952, et Vandenberg occupa ce poste jusqu'au 30 juin 1953.
Alors qu'il était le chef d'état-major de l'Air Force, une controverse l'opposa au secrétaire de la Défense Charles Wilson Erwin, qui proposait une réduction budgétaire de 5 milliards de dollars pour l'Air Force. Le général Vandenberg affirma que la réduction proposée par Wilson réduirait l'aviation militaire des États-Unis à une force inférieure à celle de l'Union soviétique et qu'il s'agissait d'un nouvel exemple de planification d'un type start-stop, qui avait entravé le développement de l'Air Force par le passé. La réduction des crédits entra en vigueur en juillet 1953, immédiatement après sa retraite.

## Retraite
Golfeur de handicap 0, le général Vandenberg passait tout son temps libre sur les terrains de golf, mais il était aussi un amateur de films, de westerns et de scotch. Malheureusement, ses derniers mois en uniforme furent douloureux en raison de sa mauvaise santé. Le général Vandenberg prit sa retraite du service actif le 30 juin 1953 et mourut neuf mois plus tard au Walter Reed Army Medical Center d'un cancer de la prostate à l'âge de 55 ans. Ses restes sont enterrés dans la section 30 du cimetière national d'Arlington.

## Hommages

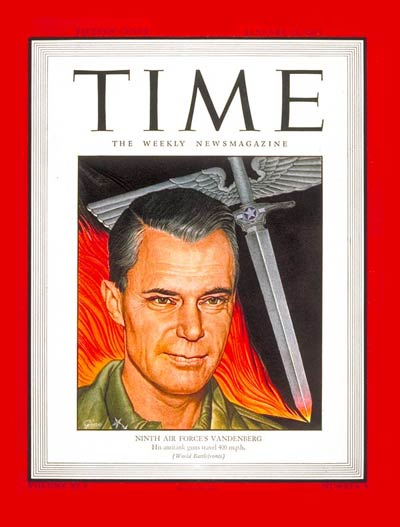
Vandenberg en couverture du Time, le 15 janvier 1945

- La base militaire et la base de lancement Vandenberg Air Force Base ont été baptisées en son nom en 1958.
- USNS General Hoyt S. Vandenberg (T-AGM-10)

## Distinctions
- Air Force Distinguished Service Medal
- Silver Star
- Legion of Merit avec feuilles de chêne
- Distinguished Flying Cross
- Bronze Star
- Air Medal
- Air Force Commendation Medal avec feuilles de chêne
- World War II Victory Medal
- Croix de guerre 1939-1945 avec palmes
- Grand officier de l'Ordre d'Orange-Nassau
- Grand-croix de l'ordre d'Adolphe de Nassau
- Grand officier de l'ordre de Léopold
- Chevalier grand-croix de l'Ordre du Bain
- Croix de commandeur avec étoile de l'ordre Polonia Restituta
- Grand-croix de l'ordre d'Aviz
- Grand cordon de l'ordre du Nil